# 安藤優也
安藤 優也（あんどう ゆうや、1977年12月27日 - ）は、大分県大分市出身の元プロ野球選手（投手、右投右打）、コーチ。
アテネオリンピック野球の銅メダリスト。

## 経歴

### プロ入り前
小学生の時、野球を始め「ふじが丘少年野球団」でプレー。ちなみに小中学校の後輩に鉄平がいる。大分雄城台高校時代は県大会ベスト8が最高成績で、比較的無名の存在だった。同郷の山中正竹監督率いる法政大学に進学後は2年時に慶応大学の高橋由伸にそれまで大学の先輩・田淵幸一が持っていた東京六大学リーグ通算本塁打記録を破る23本目の本塁打を打たれ、右肩の故障などもあって4年春に2勝、秋4勝したが大学通算7勝4敗の成績だった。
卒業後は地元の大分銀行に就職して軟式野球に転向する予定だったが、のちに夫人となる大学の同級生の勧めもあり「23本目を打たれた投手と言われ続けるのは嫌だ」と、内定を辞退して社会人野球のトヨタ自動車に入社。なお、大分銀行には後にプロ入りの際の契約金を全額預金することで“恩返し”をした。トヨタ時代は最速150 km/hの速球を投げる本格派右腕として頭角を現し第71回都市対抗野球大会、第72回都市対抗野球大会に2年連続出場し、2001年のIBAFワールドカップ日本代表にも選出された。同年秋のドラフト会議において大学の後輩でバッテリーを組んでいた浅井良と共に自由獲得枠で阪神タイガースに入団。背番号は16。尚、入団した年に同じくコーチに就任した田淵からは、新記録となる本塁打を打たれたことを挨拶がわりにいじられたという。

### プロ入り後
2002年は4月14日の対横浜ベイスターズ戦でプロ初勝利を挙げるが、その後は打ち込まれるケースが多く3勝に終わった。
2003年には、中継ぎに転向。この年に阪神へ移籍してきた伊良部秀輝のアドバイスもあって、一軍公式戦51試合の登板で、1点台の防御率を記録した。シーズン中盤からクローザーに定着したジェフ・ウィリアムスとの「勝利の方程式」でチームの18年ぶりセントラル・リーグ優勝に貢献したため、シーズン終了後には、推定年俸4100万円（2600万円増）で契約を更改した。
2004年にはアテネオリンピック野球日本代表に選出。シーズン途中にオリンピックへ出場した。しかし、通算防御率が3.58に上昇するなど、シーズン全体では前年ほどの安定感が見られなかった。
2005年には岡田彰布監督の意向と本人の希望から先発投手に再転向。投球フォームを二段モーションから一段に変え、11勝を挙げて規定投球回数にも到達。リーグトップの勝率.688を記録し優勝に貢献した。
2006年も先発でスタートしたが序盤に急性扁桃腺炎で一時登録抹消され、その後久保田智之の離脱による投手陣再編でいったん中継ぎに回った。夏から再び先発ローテーションに復帰し、9月3日の対横浜戦でプロ初完封勝利を達成するなど2年連続の2桁勝利を記録した。シーズン終了後の契約交渉では、推定年俸でわずかに1億円に届かなかったものの、前年より2000万円増の9800万円で契約を更改した。
2007年は春季キャンプで右足を故障して出遅れ、その後右肩にも違和感を覚えて「右肩肩峰下滑液包炎（けんほうかかつえきほうえん）」と診断され長く二軍での調整を続けた。8月28日にリリーフとしてシーズン初登板、その後先発にも復帰したが終盤に3連敗を喫するなど不本意なシーズンとなった。このため、シーズン終了後には、2年ぶりに推定年俸7800万円で契約を更改した。
2008年は春季キャンプからハイペースで調整を続けオープン戦でも好調を維持し、3月28日の対横浜戦で自身初の開幕投手を務め5回2失点で勝利投手となった。この年はシーズンを通して先発の柱として活躍、チーム最多で自己新記録となる13勝を挙げた。10月8日の読売ジャイアンツとの同率首位の直接対決（東京ドーム）に先発するも、先制を許し4回2失点で敗戦投手となった。なお、シーズン終了後には、推定年俸1億2000万円で契約を更改。プロ入り後初めて、年俸が1億円に到達した。
2009年も開幕投手を務め、先発ローテーションの一角として活躍した。しかし4月29日の対横浜戦で自己ワーストの1イニング6失点を喫するなど、年間を通じて全体的に調子が上がらなかった。好投しても味方打線が抑えられる不運（代打がことごとく失敗するなど）もあって、9月1日の先発勝利を最後に勝ち星から遠ざかり、8勝12敗の成績に終わった。
9月末からはクライマックスシリーズへの出場権をかけた東京ヤクルトスワローズとの直接対決6試合のうち、9月28日・10月3日・10月8日の3試合（2度の中4日という過密日程）で先発起用される。9月28日の登板では6回2失点の投球内容だったが、打線の援護に恵まれず敗戦投手となった。10月3日には、味方に逆転してもらった直後の3回表に、二死からの3連打による3失点を含む3回4失点で降板。そして正念場の10月8日の登板では、3回裏に新井貴浩三塁手の失策が絡んだとはいえ、2二塁打を許す2失点で持ちこたえられなかった。結局、安藤が登板した直接対決3試合で全敗（安藤が責任投手となったのは、9月28日と10月8日の2試合）してしまい、チームはクライマックスシリーズへの出場権を得られず、4位に甘んじた。
2010年に向けオフには減量へ取り組み、心機一転を図った。しかし開幕に向けた最終調整の場であった3月20日のオープン戦では1イニングに7安打を打たれ6失点を許し、不安を残したまま3年連続の開幕投手を務めることとなった。その3月26日の開幕戦（対横浜）でも、序盤から失点を許し続ける不安定な投球を見せた。結局5回3失点ながら味方の反撃により辛くも勝利投手となったものの、以後の登板でも球威の低下が目立ち、4戦連続で相手チームの打線に打ちこまれ、開幕戦以来の勝ち星を挙げられないまま4月26日に二軍落ちとなる。シーズン半ばに一軍復帰し、先発、中継ぎとあらゆる形で登板するも、7月8日の対ヤクルト戦で喫した1イニング7失点（自己ワースト更新）など投球内容は好転せず、8月二軍へ再降格。終盤には右肩を故障するなど、投球回を大きく上回る被安打を許し、防御率7.27・WHIP1.77とプロ入り後ワーストの成績に終わる。さらに、シーズン終了後の契約交渉では、球団から2年連続の減俸を提示。結局、3年ぶりに1億円を割る年俸（推定7700万円）で契約を更改した。
2011年は右肩の故障の影響もあってオープン戦・公式戦ともに二軍スタートとなった。ウエスタン・リーグ公式戦での好投が認められて、6月12日の対埼玉西武ライオンズ戦に先発で一軍復帰を果たしたが、2イニングを持たずに3失点で交代を命じられた。結局、一軍公式戦への登板はこの試合だけにとどまったため、プロ入り初めて未勝利でシーズンを終了。シーズン終了後には、推定年俸5800万円（1900万円減）で契約を更改した。
2012年は、中継ぎから先発に転向する小林宏と先発6番手を争い、オープン戦は好調で先発6番手の座を得た。4月5日の対ヤクルト戦で先発登板し7回無失点の好投で、2010年8月19日以来595日ぶりの勝利を挙げた。しかし、一軍公式戦全体では、13試合の登板で3勝7敗、防御率4.05という成績にとどまった。
2013年には、再び中継ぎに転向。6月2日の交流戦対福岡ソフトバンクホークス戦で9年ぶりのセーブを挙げた。開幕から公式戦で12試合連続無失点を記録するなど、58試合に登板し23ホールドを挙げた。その結果、シーズン終了後には、推定年俸7500万円（2500万円増）で契約を更改した。
2014年は一時は先発再転向も囁かれたが、シーズンに入ると中継ぎとして起用された。前年程の安定感は無かったものの、レギュラーシーズンでは、2年連続で50試合以上の一軍公式戦に登板。防御率は3.80ながら、6勝2敗を記録するとともに、2年連続で23ホールドを挙げた。さらに、チームのシーズン2位で迎えたクライマックスシリーズではポストシーズン初勝利を記録。シーズン終了後には、推定年俸8500万円（1000万円増）で契約を更改した。
2015年には、開幕直後に右肩の張りを訴えて一時戦線を離れながらも、一軍公式戦で3年連続の50試合登板を達成。シーズン前半に逆転本塁打を打たれて2敗を喫するなど不調だった影響で、通算成績は5勝4敗15ホールドにとどまった。しかし、通算防御率は3.02で、前年より1点近く改善した。シーズン終了後の契約交渉では、本人や大方の予想に反して、球団から減俸を提示。結局、推定年俸8200万円（300万円減）で契約を更改した。
2016年には、開幕を二軍で迎えたが、4月10日に一軍登録。一軍公式戦全体では、4年連続で50試合登板を達成するとともに、0勝1敗11ホールドながら防御率を2.53にまで改善した。
2017年には、2015年まで自身と共に救援陣の一角を担ってきた福原忍の引退（二軍育成コーチへの転身）によって、チームの現役最年長投手（野手を含めれば福留孝介と並ぶ最年長選手）としてシーズンに臨んだ。しかし、前年は二軍生活に終始していた桑原謙太朗がオープン戦から救援で好投を続けた影響などから、公式戦を二軍でスタート。二軍では、ウエスタン・リーグの公式戦で7月下旬までに23試合の登板（通算投球回数22イニング）で防御率0.41を記録するなど、セットアッパーとして好投を続けていた。それでも、若手投手を重用するチーム事情との兼ね合いで、一軍昇格の機会がなかった。さらに、体力の衰えを感じたことから、8月頃からこのシーズン限りでの現役引退を模索。9月5日の登板が結果的に引退発表前最終登板となり1回を投げ石川駿から3点適時三塁打を打たれるなど4失点し、その後の9月12日に引退の意思を球団へ伝えると、14日には、球団を通じて引退を発表した。翌15日に臨んだ引退会見では、「毎日身体の心配をしなくても良いので、引退を決めたことで肩の荷が下りた」「小さい頃から憧れていた甲子園で一軍初勝利を挙げられたばかりか、仕事場になったのは夢のようで、（ファンの）声援が力になった」と涙ぐみながら語った。
阪神球団では、一軍の2017年レギュラーシーズン最終戦に当たる甲子園球場での中日戦を、安藤の「引退試合」として10月10日に開催。安藤は、この試合の8回表に現役最後のマウンドへ臨んだが、最初に対戦した石川駿から一軍公式戦初本塁打を打たれた。次に対戦した代打の野本圭にも三遊間に痛烈なゴロを打たれたものの、試合前に現役引退を表明したばかりの三塁手・新井良太のダイビングキャッチ（記録は三塁へのゴロ）によって、この年唯一の一軍公式戦登板を終えた。試合終了後に催された引退セレモニーでは、「大した能力もなく大した選手ではなかったが、阪神で能力を出し切った。現役生活にほぼ悔いはない」と述懐しつつも、「日本シリーズに3度出場しながら、1度も日本一（日本シリーズ）を達成できなかったことだけが心残り」と告白。そのうえで、4日後（10月14日）からクライマックスシリーズに臨む阪神ナインを念頭に、「『日本一』という名誉や目標を、今ここにいるチームメイトや、鳴尾浜で一軍を目指して必死に頑張っている後輩に託してユニホームを脱ぎたい」と語った。その後でナインから胴上げされると、新井と一緒に甲子園の場内を一周することで、阪神一筋の現役生活を締めくくった。10月26日付で、新井と共に、NPBから任意引退選手として公示。

### 現役引退後
2017年10月23日、新井と共に、2018年から阪神の二軍育成コーチを務めることが発表された。背番号は86。福原が二軍投手コーチへ異動することに伴う就任で、育成コーチとしては、若手投手の指導を担当する。2020年まで同コーチ、2021年から2022年は二軍投手コーチを務め、村上頌樹を育てた。2023年からは一軍投手コーチを務める。また、和田豊が二軍監督として現場復帰したことに伴い、背番号は88に変更された。同年は中盤からリリーフ9人体制を敷いたことが奏功、安藤は「うまくはまりましたよね。連投した投手、球数投げた投手、状態が悪い投手を休ませながら使えた」、監督の岡田彰布は当初の方針ではなかったワンポイント起用も導入、湯浅京己の離脱や浜地真澄の不調など誤算があった一方、先発候補だった桐敷拓馬が中継ぎとして台頭するなどうれしい誤算もあった。チーム防御率は12球団トップの2.66を記録し、リーグ優勝、日本一に貢献した。
2025年からは一軍投手チーフコーチに肩書が変更された。

## 選手としての特徴
最速150km/hの速球と変化球のキレに定評がある投手。変化球はスライダー、シュート、フォーク、カーブを駆使する。
抜群の制球力も武器であり、同僚であった中谷仁は「（安藤さんの）右打者への外角低めのコントロールはチームの中でも群を抜いていた」と語っている。
多くの同僚が「理想」と憧れる美しく理にかなった投球フォームの持ち主。同僚であった藤川球児と藤田太陽は「（安藤さんは）ゆっくり足を上げて、しっかり体重移動をし、腕の振りはそこまで速くないのに球速がある。あの投げ方であれだけの球が来たら、打者は打ち辛い」と絶賛していた。

## 人物
愛称は「安ちゃん」。
阪神入団後は同僚の金本知憲が企画したノルマ達成（先発投手は10勝以上など）なら高級腕時計をプレゼント、達成しなかった場合は罰ゲームが行われる「金本賞（2007年から開始）」の常連であり、ノルマに達成しなかった2009年、翌10年と2連連続で丸刈り姿になっている。

## 詳細情報

### 年度別投手成績
| 年 度      | 球 団      | 登 板 | 先 発 | 完 投 | 完 封 | 無 四 球 | 勝 利 | 敗 戦 | セ 丨 ブ | ホ 丨 ル ド | 勝 率 | 打 者 | 投 球 回 | 被 安 打 | 被 本 塁 打 | 与 四 球 | 敬 遠 | 与 死 球 | 奪 三 振 | 暴 投 | ボ 丨 ク | 失 点 | 自 責 点 | 防 御 率 | W H I P |
| ---------- | ---------- | ----- | ----- | ----- | ----- | -------- | ----- | ----- | -------- | ----------- | ----- | ----- | -------- | -------- | ----------- | -------- | ----- | -------- | -------- | ----- | -------- | ----- | -------- | -------- | ------- |
| 2002       | 阪神       | 17    | 8     | 0     | 0     | 0        | 3     | 5     | 0        | --          | .375  | 253   | 59.2     | 51       | 7           | 22       | 0     | 3        | 40       | 5     | 1        | 31    | 25       | 3.77     | 1.22    |
| 2003       | 阪神       | 51    | 0     | 0     | 0     | 0        | 5     | 2     | 5        | --          | .714  | 245   | 61.0     | 44       | 2           | 19       | 2     | 1        | 60       | 1     | 0        | 11    | 11       | 1.62     | 1.03    |
| 2004       | 阪神       | 57    | 0     | 0     | 0     | 0        | 5     | 8     | 5        | --          | .385  | 254   | 60.1     | 53       | 10          | 20       | 0     | 3        | 72       | 1     | 0        | 25    | 24       | 3.58     | 1.21    |
| 2005       | 阪神       | 24    | 23    | 3     | 0     | 2        | 11    | 5     | 0        | 0           | .688  | 592   | 146.0    | 142      | 15          | 25       | 0     | 7        | 119      | 2     | 0        | 56    | 55       | 3.39     | 1.14    |
| 2006       | 阪神       | 31    | 20    | 2     | 1     | 0        | 10    | 3     | 0        | 3           | .769  | 546   | 129.0    | 139      | 7           | 31       | 1     | 4        | 103      | 5     | 1        | 52    | 48       | 3.35     | 1.32    |
| 2007       | 阪神       | 8     | 6     | 0     | 0     | 0        | 2     | 3     | 0        | 1           | .400  | 141   | 33.0     | 30       | 4           | 14       | 2     | 1        | 17       | 1     | 0        | 17    | 16       | 4.36     | 1.33    |
| 2008       | 阪神       | 25    | 25    | 2     | 0     | 1        | 13    | 9     | 0        | 0           | .591  | 656   | 154.2    | 158      | 8           | 41       | 2     | 8        | 111      | 2     | 1        | 57    | 55       | 3.20     | 1.29    |
| 2009       | 阪神       | 28    | 28    | 2     | 0     | 0        | 8     | 12    | 0        | 0           | .400  | 714   | 164.0    | 180      | 18          | 51       | 6     | 6        | 97       | 5     | 1        | 80    | 71       | 3.90     | 1.41    |
| 2010       | 阪神       | 19    | 9     | 0     | 0     | 0        | 2     | 3     | 0        | 0           | .400  | 246   | 52.0     | 78       | 9           | 14       | 1     | 0        | 31       | 4     | 1        | 45    | 42       | 7.27     | 1.77    |
| 2011       | 阪神       | 1     | 1     | 0     | 0     | 0        | 0     | 0     | 0        | 0           | ----  | 12    | 1.2      | 5        | 0           | 2        | 0     | 0        | 1        | 0     | 1        | 3     | 3        | 16.20    | 4.20    |
| 2012       | 阪神       | 13    | 13    | 0     | 0     | 0        | 3     | 7     | 0        | 0           | .300  | 310   | 73.1     | 78       | 6           | 15       | 0     | 1        | 42       | 2     | 1        | 36    | 33       | 4.05     | 1.27    |
| 2013       | 阪神       | 58    | 0     | 0     | 0     | 0        | 4     | 2     | 1        | 23          | .667  | 219   | 51.1     | 53       | 1           | 18       | 5     | 3        | 32       | 0     | 0        | 14    | 13       | 2.28     | 1.44    |
| 2014       | 阪神       | 53    | 0     | 0     | 0     | 0        | 6     | 2     | 0        | 23          | .750  | 206   | 47.1     | 53       | 2           | 16       | 2     | 0        | 41       | 2     | 0        | 21    | 20       | 3.80     | 1.46    |
| 2015       | 阪神       | 50    | 0     | 0     | 0     | 0        | 5     | 4     | 0        | 15          | .556  | 184   | 44.2     | 43       | 4           | 11       | 2     | 2        | 32       | 1     | 0        | 17    | 15       | 3.02     | 1.21    |
| 2016       | 阪神       | 50    | 0     | 0     | 0     | 0        | 0     | 1     | 0        | 11          | .000  | 164   | 42.2     | 29       | 4           | 12       | 0     | 0        | 24       | 0     | 0        | 13    | 12       | 2.53     | 0.96    |
| 2017       | 阪神       | 1     | 0     | 0     | 0     | 0        | 0     | 0     | 0        | 0           | ----  | 2     | 0.1      | 1        | 1           | 0        | 0     | 0        | 0        | 0     | 0        | 1     | 1        | 27.00    | 3.00    |
| 通算：16年 | 通算：16年 | 486   | 133   | 9     | 1     | 3        | 77    | 66    | 11       | 76          | .538  | 4744  | 1121.0   | 1137     | 98          | 311      | 23    | 39       | 822      | 31    | 7        | 479   | 444      | 3.56     | 1.29    |

- 各年度の太字はリーグ最高

### 年度別守備成績
| 年 度 | 球 団 | 投手  | 投手  | 投手  | 投手  | 投手  | 投手     |
| 年 度 | 球 団 | 試 合 | 刺 殺 | 補 殺 | 失 策 | 併 殺 | 守 備 率 |
| ----- | ----- | ----- | ----- | ----- | ----- | ----- | -------- |
| 2002  | 阪神  | 17    | 1     | 13    | 0     | 0     | 1.000    |
| 2003  | 阪神  | 51    | 5     | 9     | 0     | 1     | 1.000    |
| 2004  | 阪神  | 57    | 0     | 9     | 0     | 0     | 1.000    |
| 2005  | 阪神  | 24    | 4     | 17    | 0     | 1     | 1.000    |
| 2006  | 阪神  | 31    | 3     | 20    | 1     | 1     | .958     |
| 2007  | 阪神  | 8     | 5     | 9     | 0     | 0     | 1.000    |
| 2008  | 阪神  | 25    | 7     | 14    | 2     | 0     | .913     |
| 2009  | 阪神  | 28    | 3     | 23    | 1     | 1     | .963     |
| 2010  | 阪神  | 19    | 2     | 16    | 0     | 0     | 1.000    |
| 2011  | 阪神  | 1     | 0     | 0     | 0     | 0     | .000     |
| 2012  | 阪神  | 13    | 3     | 10    | 0     | 0     | 1.000    |
| 2013  | 阪神  | 58    | 1     | 16    | 0     | 3     | 1.000    |
| 2014  | 阪神  | 53    | 2     | 12    | 0     | 0     | 1.000    |
| 2015  | 阪神  | 50    | 4     | 8     | 0     | 1     | 1.000    |
| 2016  | 阪神  | 50    | 2     | 7     | 0     | 0     | 1.000    |
| 2017  | 阪神  | 1     | 0     | 0     | 0     | 0     | .000     |
| 通算  | 通算  | 486   | 42    | 183   | 4     | 8     | .983     |

### タイトル
- 最高勝率 ：1回（2005年）※当時連盟表彰なし。セ・リーグでは、1972年までと2013年以降表彰

### 表彰
- 月間MVP：1回（2006年9月）
- JA全農Go・Go賞：1回（救援賞：2003年7月）

### 記録
初記録
投手記録
- 初登板・初先発：2002年4月7日、対ヤクルトスワローズ3回戦（明治神宮野球場）、6回1失点
- 初奪三振：同上、2回裏に岩村明憲から空振り三振
- 初勝利・初先発勝利：2002年4月14日対横浜ベイスターズ6回戦（阪神甲子園球場）、8回無失点
- 初セーブ：2003年5月3日、対ヤクルトスワローズ7回戦（阪神甲子園球場）、8回表二死に3番手で救援登板・完了、1回1/3を無失点
- 初完投勝利：2005年7月28日、対読売ジャイアンツ12回戦（東京ドーム）、9回1失点
- 初ホールド：2006年7月6日、対横浜ベイスターズ12回戦（阪神甲子園球場）、7回表に2番手で救援登板、1回無失点
- 初完封勝利：2006年9月3日、対横浜ベイスターズ20回戦（横浜スタジアム）

打撃記録
- 初安打：2002年5月3日、対ヤクルトスワローズ7回戦（阪神甲子園球場）、5回裏に石川雅規から左前安打
- 初打点：2005年9月3日、対横浜ベイスターズ19回戦（札幌ドーム）、6回表に門倉健から投手前適時内野安打

節目の記録
- 1000投球回：2014年5月13日、対広島東洋カープ7回戦（どらやきドラマチックパーク米子市民球場）、9回裏に廣瀬純を一邪飛に打ち取って達成 ※史上339人目

### 背番号
- 16（2002年 - 2017年）
- 86（2018年 - 2022年）
- 88（2023年 - ）

### 登場曲
- 「冒険者たち」Do As Infinity（2004年）
- 「You Had Me」Joss Stone（2005年）
- 「元気だしていこうぜ!!」スーパーバンド（2006年 - 2017年）
  - 阪神のキャンプ地の1つである高知県を中心に活動している縁で、安藤のために書き下ろされた。

## 関連情報

### 出演
映画
- 青空のルーレット（2007年 パンドラ） - チームメイトの福原忍と共演。